# Heinrich von Starhemberg
Heinrich Rüdiger karl Georg Franciscus Fürst von Starhemberg (Luzern, 4 oktober 1934 − Buenos Aires, 30 januari 1997) was sinds 15 maart 1956 de 8e vorst en hoofd van het hoogadellijke Huis Starhemberg.

## Biografie
Starhemberg werd geboren als telg van het hoogadellijke vorstenhuis Starhemberg en als zoon van de Oostenrijkse vicekanselier Ernst Rüdiger von Starhemberg (1899-1956) en diens tweede echtgenote, de actrice Nora Gregor (1901-1949). Hij bleef ongehuwd en was vrij kunstenaar en acteur onder de naam Henry Gregor.
Na het overlijden van zijn vader werd hij titulair vorst (Duits: Fürst) en hoofd van het Huis Starhemberg. Daarmee droeg hij ook de titels heer van Schaunberg, Wassenberg, Eferding, enz. Op 11 juli 1994 adopteerde hij bij familieverdrag de kleinzoon van de jongere broer van zijn vader, Georg Adam von Starhemberg (1961); deze adoptie werd gerechtelijk bevestigd op 23 oktober 1994. Na zijn overlijden volgde zijn adoptiefzoon Georg Adam von Starhemberg hem op als 9e vorst en hoofd van het hoogadellijke Huis Starhemberg.